# Chema Rodríguez

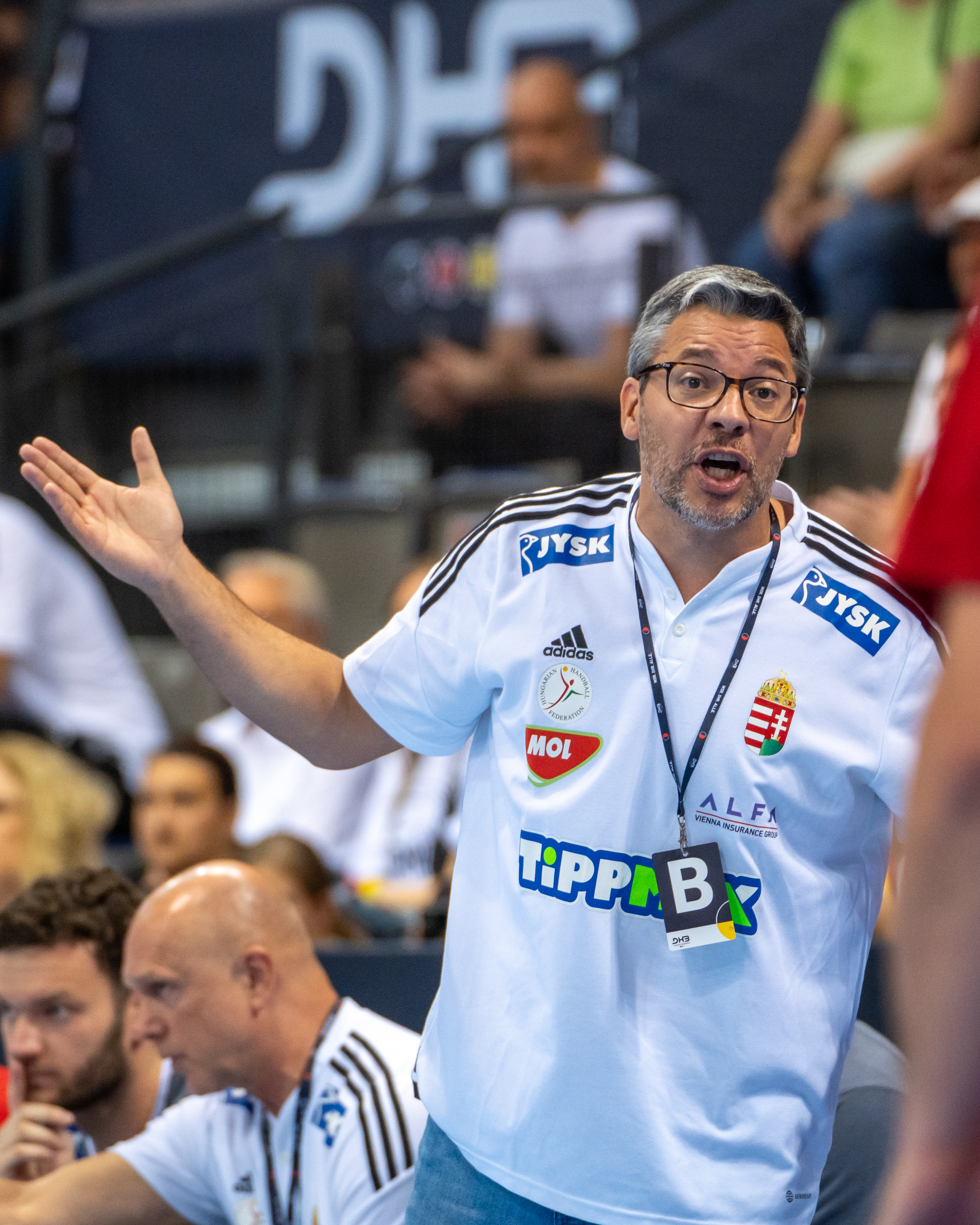
Chema Rodríguez, 2024.

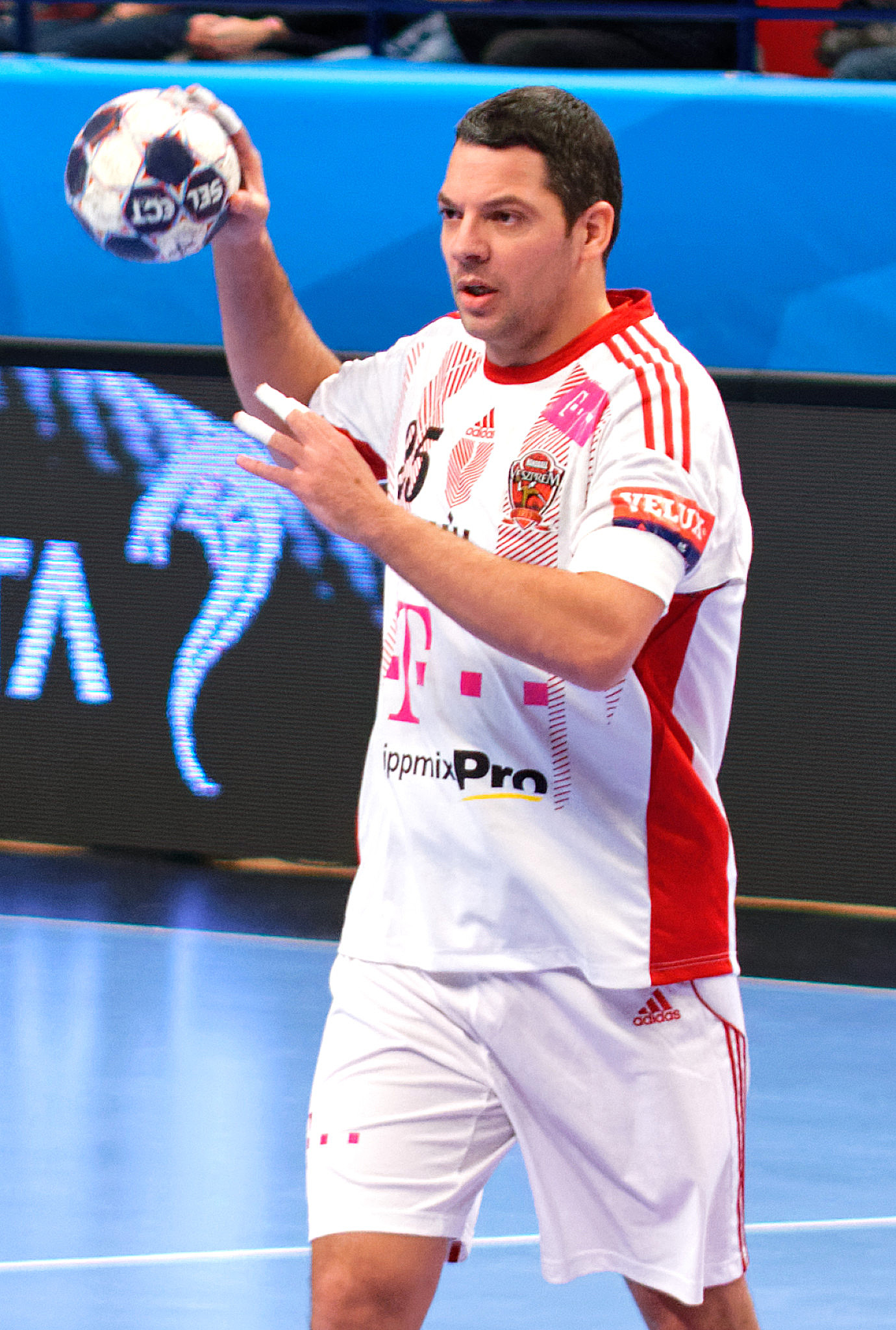
Chema Rodríguez som spelare i Veszprém KC, 2016.

José María "Chema" Rodríguez Vaquero, född 5 januari 1980 i Palencia, är en spansk handbollstränare och tidigare handbollsspelare (mittnia).

## Klubbar
- BM Valladolid (1999–2007)
- BM Ciudad Real (2007–2011)
- BM Atlético de Madrid (2011–2012)
- Veszprém KC (2012–2017)
- Saran Loiret HB (2017–2020)

## Tränaruppdrag
- Ungern (assisterande, 2019–2022)
- SL Benfica (2020–2023)
- Ungern (2022–)

## Meriter i urval
Klubblag
- Champions League-mästare två gånger (2008 och 2009) med BM Ciudad Real
- Spansk mästare tre gånger (2008, 2009 och 2010) med BM Ciudad Real
- Ungersk mästare fem gånger (2013, 2014, 2015, 2016 och 2017) med Veszprém KC

Landslag
- VM-guld 2005 i Tunisien
- EM-silver 2006 i Schweiz
- VM-brons 2011 i Sverige